# Papilio rutulus
Papilio rutulus або англ. Western tiger swallowtail — метелик родини косатцевих, що поширений у західній частині Північної Америки. Часто зустрічається в міських парках і садах, а також у лісах та прибережних районах. Цей великий, яскравий та активний метелик рідко зустрічається в стані спокою. Розмах крил від 7 до 10 см, має жовті крила з чорними смужками, та сині й помаранчеві плями біля хвоста. Метелик має «хвости» на задні крилах, які часто зустрічаються в косатцевих.